# ددماوس
جوئل تامس زیمرمن (به انگلیسی: Joel Thomas Zimmerman) (زادهٔ ۵ ژانویهٔ ۱۹۸۱) که بیشتر با نام مستعار ددماوس (به انگلیسی: deadmau5) (به علت شباهت حرف S انگلیسی با رقم ۵ به صورت «دد ماوس» تلفظ می‌شود و به معنی «موش مرده» است) شناخته می‌شود، یک تهیّه‌کنندهٔ موسیقی و موسیقی دان کانادایی مقیم تورنتو است که در سبک الکترو هاوس فعّالیّت می‌کند.
در رده‌بندی دی‌جی‌های سراسر جهان که در سال ۲۰۱۱ به‌وسیلهٔ مجلّهٔ دی‌جی انجام شد، ددماوس۵ در جایگاه ۴ام قرار گرفت، امّا در سال ۲۰۱۲ به جایگاه ۵ام سقوط کرد.

## دیسکوگرافی

ددماوس۵

### آلبوم‌های استودیویی
- ۲۰۰۵: Get Scraped
- ۲۰۰۶: پرچم‌شناسی
- ۲۰۰۸: عنوان آلبوم تصادفی
- ۲۰۰۹: For Lack of a Better Name
- ۲۰۱۰: 4x4=۱۲
- ۲۰۱۲: Album Title Goes Here

### سایر آلبوم‌ها
- ۲۰۰۶: deadmau5 Circa 1998-2002
- ۲۰۰۶:  A Little Oblique
- ۲۰۰۸: Project 56
- ۲۰۰۸: At Play
- ۲۰۰۹:  It Sounds Like
- ۲۰۰۹: At Play Vol. 2
- ۲۰۱۰:  At Play Vol. 3
- ۲۰۱۱: Meowingtons Hax Tour Trax
- ۲۰۱۲:  At Play Vol. 4